# Biblioteca Conmemorativa Thomas Branigan
Biblioteca Conmemorativa Thomas Branigan ; a menudo denominada simplemente "Branigan", es la biblioteca pública que sirve a Las Cruces, la segunda más poblada del estado de Nuevo México (Estados Unidos).

## Historia
La biblioteca fue fundada en 1935 y se construyó un edificio de biblioteca en 106 W. Hadley (ahora 501 N. Main Street) como resultado de un legado de la Sra. Alice Branigan en memoria de su esposo Capt. Thomas Branigan. : 68–69  : 1 Su predecesora inmediata fue la biblioteca Woman's Improvement Association fundada en 1924; esta biblioteca se disolvió en 1935 cuando se abrió la biblioteca Branigan y su colección se convirtió en el núcleo de la colección Branigan. : 1 
Los actuales 36 800 pies cuadrados (3418,8 m²) edificio de la biblioteca : 1 en 200 E. Picacho Avenue fue construido en 1979 : 93 en el sitio de la antigua Escuela Lucero (1942-1963). : 2 Los arquitectos fueron Dean and Hunt Associates Ltd de Albuquerque. El edificio se dedicó el 9 de diciembre de 1979 El edificio de la biblioteca de 1935 es ahora el Centro Cultural Branigan : 8 y está en el Registro Nacional de Lugares Históricos.
La biblioteca de 1979 se construyó en dos pisos, con la colección en el primer piso y oficinas y áreas de trabajo en el segundo piso. A partir de 2008, parte de la colección se trasladó al segundo piso. La biblioteca se está quedando sin espacio y está estudiando planes para la expansión y la apertura de bibliotecas sucursales. En julio de 2003, la biblioteca abrió una biblioteca satélite en el Robert Munson Senior Center.
Carol A. Brey-Casiano, directora de la biblioteca de 1996 a 2000, fue presidenta de la Asociación Estadounidense de Bibliotecas de 2004 a 2005.

## Servicios
Las tarjetas de la biblioteca son gratuitas para los residentes del condado de Doña Ana. Los titulares de tarjetas pueden sacar libros, audiolibros, discos compactos, videos, impresiones artísticas y revistas.
Los programas de lectura de verano se llevan a cabo desde 1972 : 2 y atrae alrededor de 600 a 800 niños cada año. Un programa de entrega a domicilio comenzó en 1973. : 2 Se compraron dos librerías móviles en 1975 y el servicio continuó hasta 2008 cuando fueron reemplazadas por un programa de libros por correo.
Las exhibiciones de arte regulares se llevan a cabo en la Terrace Gallery en el segundo piso de la biblioteca.
La columna de noticias semanales de la biblioteca, "Branigan Book Notes", aparece los domingos en Las Cruces Sun-News, y una columna mensual, "Greater Words & Things", aparece mensualmente en The Ink, un tabloide gratuito que cubre las artes.